# Stalker (1979.)
Stalker (ruski Сталкер) je sovjetski ZF art film iz 1979. kojeg je režirao Andrej Tarkovski prema romanu Piknik pokraj puta braće Strugacki. Govori o troje junaka koji otiđu u područje znano kao "Zona" koja navodno može ispuniti ljudske najdublje želje. Scene u svakodnevnom svijetu prepunom industrijske proizvodnje su snimljene u crno-bijelom, dok je segment u kojem tri protagonista ulaze u krajolik "Zone" snimljen u bojama. Kratko ošišan i rigidno obučen Stalker implicira političku alegoriju o totalitarnom društvu, dok je film bogat biblijskim i ekološkim referencama.

## Radnja
Stalker radi kao vodič ljudi kroz "Zonu", neobičnog područja gdje zakoni fizike više ne vrijede. Pomaže ljudima kako bi stigli do "Sobe", koja navodno ispunjava želje onima koji uđu unutra. Njegova žena, s kojom ima kćer, moli ga da ne ide tamo, ali svejedno odlazi. Stalker upoznaje Pisca i Profesora, koji žele ući u "Zonu". Njih troje prođu kroz vojnu blokadu koja stražari granicu, te ulaze u Zonu, koja je krajolik pustoši. Stalker ih upozorava da će naići na nevidljive opasnosti te da moraju slušati njegove instrukcije.
Pisac navodi da želi otići do tog cilja kako bi našao nadahnuće, dok Profesor želi osvojiti Nobelovu nagradu. Stalker im priča kako je prijašnji čovjek koji je stigao do Sobe, Porcupine, stekao mnogo novaca, ali se objesio. Navodno Soba može ostvariti i podsvjesne želje gostiju. Nakon putovanja kroz tunele, njih troje stignu do svojeg odredišta, koje leži u industrijskom postrojenju koje polako propada. Profesor otkriva da je ponio eksploziv kojim planira uništiti Sobu jer se boji da bi je netko mogao iskoristiti za loše svrhe. Pisac ispriča da je Soba ispunila nesvjesnu želju Porcupina, tj. ubila mu brata, te se stoga objesio. Profesor stoga rastvori eksploziv. Troje ljudi stoje ispred ulaza, ali ne ulaze u njega.
Neko vrijeme kasnije, njih trojica su u kafiću i upoznaju Stalkerovu suprugu i kćer, koja hoda na štakama. Crni pas koji ih je slijedio kroz Zonu, sada je s njima. U domu, supruga kaže Stalkeru da bi htjela posjetiti Sobu, ali on izrazi sumnju da Zona ima ikakve nadnaravne sposobnosti. Kći sjedi u kuhinji te recitira poeziju Fjodora Tjutčeva. Potom, čini se da telekinezom odgurne čaše sa stola.

## Glavne uloge
- Aleksandar Kajdanovski - Stalker
- Anatolij Solonjicin - Pisac
- Nikolaj Grinjko - Profesor
- Alisa Frejndljih - Stalkerova supruga

## Nagrade
| Nagrada                    | Datum             | Kategorija   | Nominacije       | Rezultat                        |
| -------------------------- | ----------------- | ------------ | ---------------- | ------------------------------- |
| Filmski festival u Cannesu | 27. svibnja 1979. | Zlatna palma | Andrej Tarkovski | Velika ekumenska nagrada žirija |

## Produkcija i analiza
Tarkovski je film isprva planirao snimati u Tadžikistanu, ali je to otkazano nakon razornog potresa pa je snimao na lokacijama u Estoniji, u blizini jednog kemijskog postrojenja iz kojeg je curio otpad te se stvarala pjena. Neki članovi ekipe dobili su osip na koži, a sedam godina kasnije Tarkovski i još dvoje članove ekipe (njegova supruga Larisa i glumac Solonjicin) je preminulo od raka, zbog čega neki navode da je opasnost snimanja u blizini kemijskog postrojenja vjerojatno bila zanemarena.
Geoff Dyer analizira film te navodi kako je uočio paralele između putovanja troje protagonista u Zonu koja može ostvariti svačiju želju i putovanja junakinje Dorothy u filmu Čarobnjak iz Oza. Na početku filma, Stalker upita svoju suprugu: "Jesi li vidjela moj sat?", što Dyer interpretira kao redateljevu poruku gledateljima da zaborave na vrijeme i duljinu filma te se jednostavno upuste u njegov umjetnički svijet. Prema njemu, bijeg u Zonu je moguća alegorija na idealizirani bijeg prema Zapadu, bijeg iz SSSR-a, a sam Stalker traži egzil. U jednoj sceni, on izgovori kako je "svugdje zatvor oko njega", što je također moguća metafora na državu u kojoj živi.

## U popularnoj kulturi
Sedam godina nakon filma se u Ukrajini dogodila černobilska katastrofa, zbog koje je došlo do nagle depopulacije oblasti u kojoj je stvorena tzv. zona otuđenja. Sličnosti sa situacijom u filmu prepoznali su naučnici i osoblje koje je kasnije istraživalo to područje, i koji su se međusobno počeli zvati "stalkerima".
Godine 2007. je ukrajinski studio GSC Game World izdao videoigru S.T.A.L.K.E.R.: Shadow of Chernobyl djelomično inspiriranu radnjom filma, a koja je dobila još dva nastavka.

## Vanjske poveznice
- Stalker u internetskoj bazi filmova IMDb-a
- Video intervju: Cate Blanchett o filmu